# Michael Reiziger
Michael Reiziger (wym. /ˈmɑj.kɔɫ ˈrɛi̯.zə.ɣər/; ur. 3 maja 1973 w Amstelveen) – holenderski trener i piłkarz, grający na pozycji obrońcy.
Reiziger to wychowanek małego klubu z rodzinnej miejscowości Amstelveen, Sint Martinus. Jednak potem Reiziger był już członkiem słynnej piłkarskiej szkółki Ajaksu Amsterdam. Początki w pierwszej drużynie nie były zbyt udane. Wprawdzie 21 kwietnia 1991 roku zadebiutował w Eredivisie w wygranym 4-0 meczu z Sc Heerenveen, jednak w każdym z pierwszych 3 sezonów zaliczał raptem kilkuminutowe epizody. W związku z tym był wypożyczany – najpierw do FC Volendam, a następnie do FC Groningen. W tym drugim zespole grał w sezonie 1993–1994 i zaliczył udany sezon strzelając 6 goli w 34 meczach. Dobra postawa spowodowała, że wrócił do Ajaksu Amsterdam od razu do pierwszej jedenastki i to w wielkim stylu. AFC Ajax zdobył Puchar Europy, a Reiziger był jednym z lepszych graczy w tamtym sezonie. Do tego dorzucił jeszcze mistrzostwo Holandii a potem drugie w kolejnym sezonie 1995–1996. Tymczasem po sezonie 1996 Reiziger nie przedłużył kontraktu z Ajaksem, a chętnych na pozyskanie za darmo tego obrońcy nie zabrakło.
Wtedy to Reiziger wybrał ofertę A.C. Milan. Jednak w Milanie nie pokazał pełni umiejętności, gdyż doznał kontuzji, która umożliwiła mu tylko na występ w 10 meczach w Serie A. Zainteresowała się nim wtedy FC Barcelona, a że do tego zespołu zaczęto sprowadzać coraz to więcej graczy rodem z Holandii, Reiziger również przeniósł się tam. A FC Barcelona zapłaciła za niego 8 milionów euro. Podczas 7 lat spędzonych w Barcelonie Reiziger wygrał 2 razy mistrzostwo Hiszpanii (1998 i 1999) oraz 2 razy Puchar Hiszpanii (1997 i 1998). Łącznie w Primera División od 1996 do 2004 roku rozegrał 174 ligowe mecze i nie zdobył w nich bramki. W lecie 2004 nie przedłużono z Reizigerem kontraktu i ten przeniósł się do angielskiego Middlesbrough F.C. W Premiership grał mało i prześladowały go częste kontuzje i przez 2 sezony zagrał tylko 22 mecze ale figurował na liście zdobywców Pucharu Ligi Angielskiej przez Middlesbrough F.C. W sierpniu 2005 roku powrócił do ojczyzny i grał w zespole PSV Eindhoven, z którym w 2006 i 2007 roku wywalczył mistrzostwo Holandii. W 2007 roku zakończył karierę.
W reprezentacji Holandii Reiziger zadebiutował 12 października 1994 roku w zremisowanym 1-1 meczu z Norwegią. Z reprezentacją grał na 4 wielkich imprezach: MŚ w 1998 oraz Euro 96, Euro 2000 i Euro 2004. Obecnie Reiziger zakończył już reprezentacyjną karierę, pozostając na 72 meczach i 1 bramce.

## Kariera
| Sezon   | Klub               | Kraj      | Rozgrywki                   | Mecze | Bramki |
| ------- | ------------------ | --------- | --------------------------- | ----- | ------ |
| 1990/91 | AFC Ajax           | Holandia  | Eredivisie                  | 1     | 0      |
| 1991/92 | AFC Ajax           | Holandia  | Eredivisie                  | 1     | 0      |
| 1992/93 | AFC Ajax           | Holandia  | Eredivisie                  | 1     | 0      |
| 1992/93 | FC Volendam        | Holandia  | Eredivisie                  | 10    | 2      |
| 1993/94 | FC Groningen       | Holandia  | Eredivisie                  | 34    | 6      |
| 1994/95 | AFC Ajax           | Holandia  | Eredivisie                  | 34    | 1      |
| 1995/96 | AFC Ajax           | Holandia  | Eredivisie                  | 21    | 0      |
| 1996/97 | A.C. Milan         | Włochy    | Serie A                     | 10    | 0      |
| 1997/98 | FC Barcelona       | Hiszpania | Primera División            | 29    | 0      |
| 1998/99 | FC Barcelona       | Hiszpania | Primera División            | 26    | 0      |
| 1999/00 | FC Barcelona       | Hiszpania | Primera División            | 30    | 0      |
| 2000/01 | FC Barcelona       | Hiszpania | Primera División            | 25    | 0      |
| 2001/02 | FC Barcelona       | Hiszpania | Primera División            | 13    | 0      |
| 2002/03 | FC Barcelona       | Hiszpania | Primera División            | 21    | 0      |
| 2003/04 | FC Barcelona       | Hiszpania | Primera División            | 30    | 0      |
| 2004/05 | Middlesbrough F.C. | Anglia    | Premiership                 | 18    | 1      |
| 2005/06 | Middlesbrough F.C. | Anglia    | Premiership                 | 4     | 0      |
| 2005/06 | PSV Eindhoven      | Holandia  | Eredivisie                  | 13    | 0      |
| 2006/07 | PSV Eindhoven      | Holandia  | Eredivisie                  | 11    | 1      |
|         |                    |           | Łącznie w Eredivisie        | 125   | 10     |
|         |                    |           | Łącznie w Serie A           | 10    | 0      |
|         |                    |           | Łącznie w Primiera División | 174   | 0      |
|         |                    |           | Łącznie w Premiership       | 22    | 1      |